# Eclissi solare dell'8 aprile 1921

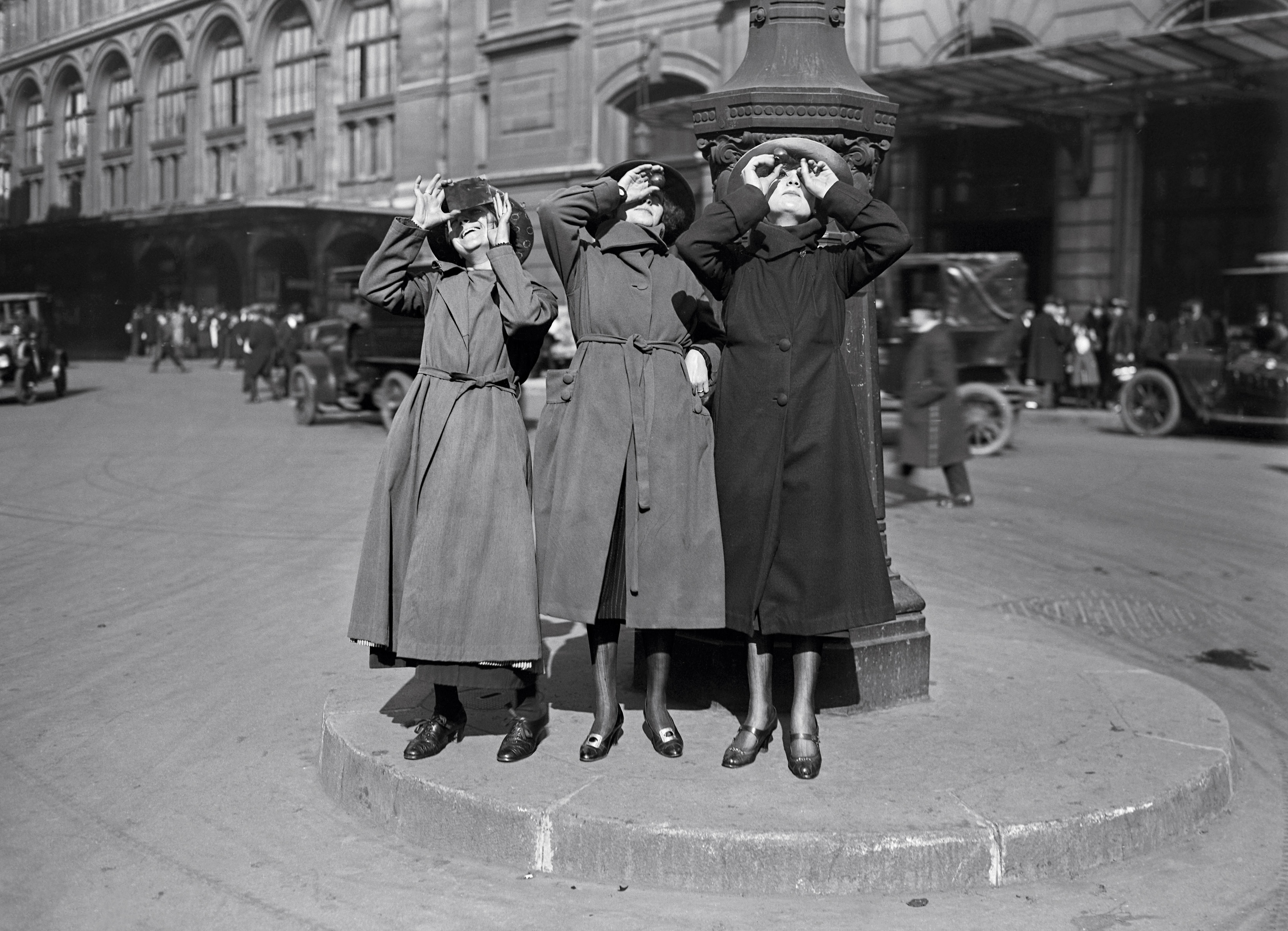
Parigi, 8 aprile 1921. Tre donne intente ad osservare e fotografare l'eclissi

L'eclissi solare dell'8 aprile 1921 è un evento astronomico che ha avuto luogo il suddetto giorno attorno alle ore 9.15 UTC.
L'eclissi, di tipo anulare, è stata visibile in alcune parti dell'Africa, dell'Asia, dell'Europa (Regno Unito, Norvegia e Russia), del Nord America (Canada e Groenlandia).
L'eclissi è durata 1 minuto e 50 secondi.

## Eclissi correlate

### Eclissi solari 1921- 1924
Questa eclissi fa parte di una serie semestrale. Un'eclissi in una serie semestrale di eclissi solari si ripete all'incirca ogni 177 giorni e 4 ore (un semestre) a nodi alternati dell'orbita lunare.

### Ciclo di Saros 118
Questa eclissi fa parte del ciclo di Saros 118, che si ripete ogni 18 anni, 11 giorni e comprende 72 eventi di eclissi. La serie iniziò con un'eclissi solare parziale il 24 maggio 803 d.C. Contiene eclissi totali dal 19 agosto 947 d.C. fino al 25 ottobre 1650, eclissi ibride avvenute il 4 novembre 1668 e il 15 novembre 1686 ed eclissi anulari dal 27 novembre 1704 al 30 aprile 1957. La serie terminerà all'eclissi numero 72 del ciclo con un'eclissi parziale il 15 luglio 2083. L'eclissi durata più a  lungo di tale ciclo è stata di 6 minuti e 59 secondi avvenuta il 16 maggio 1398.